# Нурсултан Назарбајев
Нурсултан Абишули Назарбајев (каз. Nūrsūltan Äbışūly Nazarbaev) први је и бивши председник Републике Казахстан. На тој функцији је био од 24. априла 1990. до свечане оставке 19. марта 2019. Он тренутно служи као Председавајући Савета безбедности Казахстана. Он је један је од најдуже служећих некраљевских вођа на свету, који је Казахстаном владао скоро три деценије. Он је именован првим секретаром Комунистичке партије Казахстанске ССР 1989. године, а изабран је за првог председника нације након независности од Совјетског Савеза. Има титулу „Вођа нације”. У априлу 2015. године, Назарбајев је поново изабран са готово 98% гласова, пошто практично није било опозиције.
Назарбајев је био оптужен за кршење људских права од стране неколико организација за заштиту људских права и потискивање дисидената и председавање над ауторитарним режимом. Ниједан избор који је одржан у Казахстану од осамостаљења се на Западу не сматрао слободним или поштеним. Године 2010, он је најавио реформе којима ће се подстаћи вишестраначки систем. У јануару 2017. године Назарбајев је предложио уставне реформе којима би се делегирала овлашћења Парламенту Казахстана.

## Биографија
Рођен је у Шамалгану, данашњи Казахстан, тада Казашка ССР, односно СССР.
Неко је време радио у челичани у Дњепродзержинску. Године 1962, постао је члан КПСС-а. Године 1972, постао је секретар Комитета комунистичке партије у металуршком комбинату у Караганди, а четири године касније секретар Регионалног комитета КПСС за Караганду.
Од 1989. до 1991. године био је секретар Комунистичке партије Казахстана.
У покушају државног удара групе совјетских званичника и официра августа 1991, Назарбајев је подржао Бориса Јељцина. На председничким изборима 1. децембра 1991, победио је освојивши 91,5% гласова.
Референдум одржан априла 1995. продужио је његов председнички мандат до 2000. године. За председника је био изабран јануара 1999. и поновно у децембру 2005. године. Назарбајев је кандидат и на председничким изборима 26. априла 2015. У предизборно време добио је подршку Владимира Путина и Александра Лукашенка који су га посетили у Астани у марту 2015. Пети пут је изабран за председника Казахстана.
Дана 20. марта 2019. године, поднео је оставку на место председника, а престоница Астана је у његову част преименована у Нур Султан. Наследио га је председник Сената Касим Жомар Токајев.
Дана 18. јуна објављено је да је заражен вирусом корона.

### Економска питања

#### Евроазијска економска унија
Године 1994, Назарбајев је током говора на Московском државном универзитету предложио идеју за стварање „Евроазијске уније”. Дана 29. маја 2014, Русија, Белорусија и Казахстан су потписали споразум о стварању Евроазијске економске уније која је створила јединствени економски простор од 170.000.000 људи и ступила на снагу у јануару 2015. године. Назарбајев је рекао недуго након потписивања уговора, „Ми то видимо као отворени простор и нови мост између растућих економија Европе и Азије.” Назарбајев је именован почасним председником Врховног евроазијског економског савета у мају 2019. године.

#### Стратегија Казахстан 2050
Назарбајев је представио у свом обраћању нацији 2012. године Стратегију Казахстан 2050, дугорочну стратегију за осигурање перспектива раста Казахстана и позиционирање Казахстана као једне од 30 најразвијенијих нација на свету.

#### Нурли Зол
Председник Назарбајев је представио 2014. године план домаће модернизације и реформације вредан више милијарди долара под називом Нурли Зол - Пут у будућност.

#### Дигитални Казахстан
Председник Назарбајев је представио иницијативу за технолошку модернизацију како би се повећала економска конкурентност Казахстана кроз развој дигиталног екосистема.

### Еколошки проблеми
У својој аутобиографији из 1998. године, Назарбајев је написао да је „смањење Аралског мора, због свог обима, једна од најозбиљнијих еколошких катастрофа са којом се данас суочава наша планета. Није претерано ако се стави на исти ниво као и уништавање ”Амазонске прашуме“. Позвао је Узбекистан, Туркменистан, Таџикистан, Киргистан и шири свет да учине више на преокретању штете по животну средину нанесене током Совјетске ере.

### Став о нуклеарном оружју
Казахстан је наследио од Совјетског Савеза четврту највећу залиху нуклеарног оружја на свету. У року од четири године независности, Казахстан није имао нуклеарно оружје. У једној од првих главних одлука нове владе, Назарбајев је затворио совјетски нуклеарни полигон у Семипалатинску (Семеј), где је совјетска војска извршила 456 нуклеарних тестова.

## Награде
- 2015: Награда Браћа Карић